# 松田元太
松田元太（日语：／ Matsuda Genta，1999年4月19日—）是日本埼玉縣出身的男演員、歌手、偶像，血型 O 型，隸屬於星達拓娛樂，為旗下團體 Travis Japan 中年紀最小的成員。

## 簡歷
- 小學4年級時被媽媽帶去看 Hey! Say! JUMP 的演唱會，在看到山田涼介的表演後，決定加入傑尼斯事務所
- 2011年2月10日加入傑尼斯事務所，以小傑尼斯身份開始活動
- 2014年5月5日被選為 Sexy Zone 弟組 - Sexy 松（Show）的成員，並在同年夏天以該團體名義在東京 EX THEATER ROPPONGI 單獨演出[3]
- 2017年11月19日加入 Travis Japan，2022年與美國 Capitol Records 簽約，於10月28日以數位單曲《JUST DANCE!》出道
- 2023年12月起，以「マツダマン（Matsuda Man）」的角色參與富士電視台綜藝節目《芸能人が本気で考えた!ドッキリGP》中的「記憶忍者隊 マッサマン」單元
- 2024年8月17日開設個人官方 Instagram 帳號
- 2024年9月成功通過電影《獅子王：木法沙》試鏡，擔任塔卡（年輕時的刀疤）日語配音，首次挑戰聲優演出
- 2025年4月主演電視劇《人事的人見》，是在富士電視台的初主演，也是首次單獨主演無線電視台連續劇、首次主演黃金時段
- 因背不出正確的九九乘法意外成為話題，更獲得「九九ニキ」的稱號，憑藉其天然呆的個性與反應爆紅

## 獎項
2024年
- 第28回日刊體育日劇大賞 春季日劇 助演男優賞《東京鐵塔》

## 出演
僅列出個人演出，組合相關演出請參考 Travis Japan

### 電影
- 你遺落的藍天（日语：君が落とした青空）（2022年2月18日上映，HAPPINET Phantom Studio）- 主演・篠原修彌（與福本莉子雙主演）[4]
- 獅子王：木法沙（2024年12月20日上映，日本迪士尼）- 配音・塔卡[5]

### 電視劇
- 哥哥扭蛋 第8集（2015年3月1日，日本電視台）- 消極 [6]
- 監察醫 朝顏 第2季 第1集（2020年11月2日，富士電視台）- 佐藤祐樹 [7]
- 所以沒能殺掉（日语：だから殺せなかった）（2022年1月9日 - 2月6日，WOWOW）- 江原陽一郎[8]
- 結婚預定日（2023年8月4日 - 9月29日，MBS）- 主演・結城真臣（與大原櫻子雙主演）[9]
- 稅調～「繳不了稅」是有原因的～（2023年10月14日 - 12月23日，日本電視台）- 増野環
- 東京鐵塔（2024年4月20日 - 6月15日，朝日電視台）- 大原耕二
- BILLION×SCHOOL（2024年7月5日 - 9月13日，富士電視台）- 紺野直斗
- EYESEE～瞬間記憶搜查·柊班～ 最終話（2025年3月25日，富士電視台） - 人見廉
- 人事的人見（2025年4月8日 - 6月17日，富士電視台）- 主演・人見廉

### 網路劇
- 東京鐵塔（2024年5月11日 - 18日，TELASA）- 主演・大原耕二
- BILLION×SCHOOL FOD 原創故事（2024年9月13日，FOD）- 紺野直斗

### 動畫電影
- 愉快動物餅 THE MOVIE（2025年5月1日上映，TBS電視台・THE KLOCKWORX）- 主演、配音・獅子[10]

### 活動
- 傑尼斯大運動會 2017（2017年4月16日，東京巨蛋）
- 日職聯 YBC Levain 盃決賽（2024年11月2日，國立競技場）- 與 POKA POKA 節目成員合組 POKA POKA JAPAN，PK 對決 J.League 退役球星
- 獅子王：木法沙相關
  - 大阪・光之饗宴 2024 開幕點燈（2024年11月3日，御堂筋）- 特別來賓
  - Disney Content Showcase APAC 2024（2024年11月20・21日，新加坡濱海灣金沙酒店）
  - 獅子王：木法沙記者會（2024年12月6日，美國聖地牙哥野生動物園）
  - 獅子王：木法沙全球首映（2024年12月9日，美國洛杉磯杜比劇院）- 日本代表出席
  - 獅子王：木法沙日本首映（2024年12月16日，東京）
- Friends of Disney Concert 2025 ～10th Anniversary～（2025年4月20日，東京國際論壇 A 廳）
- Rakuten GirlsAward 2025 SPRING/SUMMER（2025年5月3日，國立代代木競技場第一體育館）- 動畫電影「愉快動物餅 THE MOVIE」特別舞台

### 電視節目
- 痛快TV 爽快Japan（富士電視台）
  - 第124期《別說我醜》（2018年4月23日）- 北里優也 [11]
  - 第227期《美容師的神對應》（2021年1月11日）- 上岡虎一[12] [13]
  - 第237期《完全沒在聽人說話的狂妄年下男子與護士的禁斷之戀》（2021年4月19日）- 是永禮央[14]
- 芸能人が本気で考えた!ドッキリGP（2023年12月 - ，富士電視台） - 2025年1月25日成為固定班底
- POKA POKA（2024年4月1日 -，富士電視台）- 每週一固定班底
- 今夜はナゾトレ（2024年10月8日 - 12月10日 / 2025年4月1日 - 6月17日，富士電視台）- 與成員松倉海斗擔任固定班底
- 鬧鐘電視（2025年4月8日・14日・28日，富士電視台）- 4月娛樂主持人[15]

### 廣告
- 31冰淇淋
  - （2013年7月 - ）[16]
  - 、（2022年7月 - ）- 電視廣告・網路影片（與山田涼介共演）
- Epic Games「FORTNITE」（2018年12月 - ）[17]
- Hagoromo Foods（2022年5月 - ）- 網路影片[18]
- 日本 P&G 寶僑「h&s 海倫仙度絲」
  - 電視廣告、網路廣告（2024年11月 - ）[19]
  - 電視廣告、網路廣告（2025年4月 - ）[20]
- UHA 味覺糖「忍者軟糖」（2024年11月 - ）[21]
  - 、（2024年11月 - ）- 電視廣告
  - 、（2025年4月 - ）
- 關電不動產開發（2025年7月 - ）[22]
- 味之素冷凍食品「The★系列」（2025年8月 - ）[23]
  - 電視廣告
  - 、網路廣告

### 廣播
- 電視劇特區「結婚預定日」放送記念 Travis Japan 松田元太的 99PERCENT 電台（2023年8月19日，MBS電台）- 主持人[24]

### 舞台劇
- Johnny's Dome Theatre ～SUMMARY～（2012年9月8日・9日，TOKYO DOME CITY HALL）[25]
- JOHNNYS' World -Johnny's World-
  - 2015新春 JOHNNYS' World（2015年1月1日 - 27日，帝國劇場）[26]
  - JOHNNYS' Future World from帝劇to博多（2016年9月19日 - 30日，博多座） [27]
  - JOHNNYS' Future World （2016年10月8日 - 25日，梅田藝術劇場）[28]
- 瀧澤歌舞伎2016（2016年4月10日 - 5月15日，新橋演舞場）[29]
- WBB vol.12「微世界幻想曲」（2017年7月26日 - 8月1日，紀伊國屋 Southern Theater 高島屋 / 2017年8月4日 - 6日，Grand Front 大阪北館4樓「KNOWLEDGE THEATER」）- 主演・Alex（和佐野瑞樹雙主演） [30]
- SHOCK 系列
  - Endless SHOCK（2017年2月1日 - 3月31日，帝國劇場[31] / 9月8日 - 30日，梅田藝術劇場[32] / 10月8日 - 31日，博多座[33]）
  - Endless SHOCK（2018年2月4日 - 3月31日，帝國劇場）[34]
  - Endless SHOCK（2019年2月4日 - 3月31日，帝國劇場[35] / 9月11日 - 10月5日，梅田藝術劇場[36]）
- もしも塾（2023年4月20日，福岡・運河城劇院）

### 演唱會
- Gamshara J's Party !! Vol.1（2014年2月1日・2日，EX THEATER ROPPONGI） [37]
- Johnny's 銀座 2015（2015年5月12日 - 14日，Theatre Creation）[38] [39]
- SUMMER STATION Johnny's King（2016年7月30日 - 8月1日、6日、7日、10日、11日、13日、14日，EX THEATER ROPPONGI） [40]

## 作品

### CD
- 獅子王：木法沙電影原聲帶（2024年12月20日，華特迪士尼唱片）- 演唱曲目「ブラザー/君みたいな兄弟」、「一緒に行こう」、「裏切りの兄弟」

## 外部連結
- 松田元太的Instagram帳戶
- STARTO ENTERTAINMENT > Travis Japan （页面存档备份，存于）
- 松田元太 個人簡介 （页面存档备份，存于） - ISLAND TV
- 松田元太在互联网电影资料库（IMDb）上的資料（英文）